# Charlie Gehringer
Charles Leonard Gehringer, soprannominato "The Mechanical Man" (Fowlerville, 11 maggio 1903 – Bloomfield Hills, 21 gennaio 1993), è stato un giocatore di baseball statunitense che giocato nel ruolo seconda base per tutta la carriera con i Detroit Tigers nella Major League Baseball (MLB). È stato introdotto nella National Baseball Hall of Fame nel 1949.

## Carriera
Considerato uno dei migliori seconda base di tutti i tempi, Gehringer, ebbe una media battuta in carriera di .320 e sette stagioni in cui batté più di 200 valide. Guidò la American League nel 1937 con una media di .371 venendo premiato come MVP della lega e per sette anni consecutivi si posizionò nei primi dieci posti della classifica del premio dal 1932 a 1938. Fu il seconda base titolare e giocò tutti gli inning dei primi sei All-Star Game.
Le 2.839 valide e i 574 doppi di Gehringer sono in entrambi i casi il 19º risultato della storia della MLB.  Gehringer guidò anche i Tigers alla vittoria di tre pennant dell'American League (1934, 1935, and 1940) e alla vittoria delle World Series 1935 in cui batté con .375.
Gehringer fu anche una stella in difesa: le sue 7.068 sono il secondo risultato della storia per una seconda base. Fu soprannominato "The Mechanical Man" dal ricevitore degli Yankees Lefty Gomez per la sua consistenza. Un giocatore estremamente solido, Gehringer ebbe due diverse strisce da più di 500 partite consecutive, una dal 1927 al 1931 e l'altra dal 1931 al 1935. Nel 1999 fu inserito da The Sporting News‍ al 46º posto nella classifica dei migliori cento giocatori di tutti i tempi.

## Palmarès

### Club
- World Series: 1

Detroit Tigers: 1935

### Individuale
- MVP dell'American League: 1

1937
- MLB All-Star: 6

1933–1938
- Numero 2 ritirato dai Detroit Tigers